# 临湘县 (北宋)
临湘县，中国旧县名，设于北宋，是今湖南省临湘市的前身。
临湘春秋战国属楚，秦属长沙郡地，西汉为长沙国下隽县地，晋属巴陵县地。五代后唐清泰年间，馬希範析巴陵县东北部，在陆城设王朝场，以便输纳和集散湘北、鄂南一带的茶叶。北宋淳化五年（994年），升为王朝县，至道二年（996年）改王朝县为临湘县，由该县地滨三湘而得名，隶属于荆湖北路岳州。元朝隶属于湖广行省岳州路，明朝隶属于湖广等处承宣布政使司岳州府，清朝隶属于湖南省岳州府。元史对临湘县评价为中，清史稿对临湘县评价为冲、繁。
中华民国成立后，临湘县隶属于湖南省武陵道（后划给湘江道）。民国6年（1917年），粤汉铁路在长安驿设车站，民国19年（1930年）县治由潞城搬迁至此。民国26年（1937年），划入第一行政督察区。
1949年7月5日，中国人民解放军第12兵团解放临湘，这是南下解放军在湖南解放的第一座县城。后隶属于湖南省长沙专区（1952年改称湘潭专区），1964年划入岳阳专区（1970年改称岳阳地区）。1983年2月8日，国务院批复《国务院关于同意湖南省改革地市体制调整行政区划给湖南省人民政府的批复》（(83)国函字12号），撤销岳阳地区，临湘县划归新设立的地级岳阳市管辖，同年国务院批复《国务院关于同意湖南省地市合并调整行政区划新方案给湖南省人民政府的批复》（(83)国函字137号），恢复岳阳地区，临湘县划归岳阳地区管辖。1984年4月6日，国务院批复《国务院关于同意湖南省调整部分市县行政区域界线给湖南省人民政府的批复》（(84)国函字58号），将临湘县部分行政区域划给岳阳市市区。1986年1月27日，国务院批复《国务院关于同意湖南省撤销岳阳、邵阳地区实行市管县给湖南省人民政府的批复》（国函〔1986〕18号），再次撤销岳阳地区，临湘县再次划归岳阳市管辖。
1989年10月16日，湖南省人民政府向民政部上报《关于撤销临湘县建立临湘市的请示》。1992年9月1日，民政部以民行批〔1992〕96号文批复同意，撤销临湘县，设立县级临湘市，以原临湘县的行政区域为临湘市的行政区域，由湖南省直辖，岳阳市代管。